# Mini Cooper Coupé
De Mini Cooper Coupé is een wagen van het Britse automerk Mini, onderdeel van de Duitse BMW-groep. Het is de eerste tweezitswagen in het huidige Mini-gamma. Op het IAA van 2009 stelde Mini reeds twee conceptwagens voor van dezelfde aard, een coupé-concept en een roadster-concept. Deze definitieve versie zal exact twee jaar na deze concepten officieel aan het publiek worden voorgesteld op het IAA van 2011.
Naast een standaard-uitvoering zijn momenteel ook al drie sportievere varianten die in productie zullen gaan bekend: de S Coupé, de SD Coupé en een John Cooper Works-variant.